# Monforte de San Jorge
Monforte de San Jorge (en italiano: Monforte San Giorgio)) es una ciudad de 3.015 habitantes en la provincia de Mesina. Se eleva a 260 metros sobre el nivel del mar en las primeras cuestas de la Peloritani, a unos 35 km de Mesina. La economía es fundamentalmente agrícola y está basada en huertos de cítricos y olivares.

## Historia
Los primeros asentamientos residenciales en el territorio de Monforte San Jorge se remontan al final de la primera Edad de Bronce (siglo XV a. C.), como se indica por hallazgos arqueológicos en Contrada Pistarina y la situación de la Ciudad Pellegrino, aldea de montaña en la pedanía de Monforte. Se acepta que los primitivos habitantes pertenecían a los "Sicani", la primera población de Sicilia que realmente se puede documentar. Y en las laderas de la colina sobre la que se encuentra el país, no muy lejos de la carretera que conduce al santuario de "La Inmaculada" arqueólogos han identificado algunas cuevas que contenían tumbas de antiguos habitantes de Sicilia. 
Las culturas griega y romano también dejaron huella de su paso, principalmente en las riberas del Niceto, donde se han producido importantes hallazgos arqueológicos: una antigua necrópolis en la zona Bonerba y un pequeño tesoro que se compone de valiosos monedas del siglo V a. C. encontrado en 1947 en Contrada Annunziata. La extrema importancia del río Niceto en la antigüedad es apoyada por muchos historiadores: se piensa que a lo largo de sus orillas pudo haber un templo dedicado a Diana Facellina (Artemisa).
El pueblo de Monforte se originó durante la resistencia a Sicilia por los musulmanes, organizada por monjes bizantinos. Huyeron del este para escapar de la persecución durante la lucha contra las imágenes sagradas (813-820) y encontraron asilo en las cuevas utilizadas anteriormente por los sicani como templos fúnebres. De aquí nacerían dos comunidades religiosas importantes, organizadas según la regla de San Basilio de Cesarea. 
Tras los primeros signos de peligro musulmán, los monjes construyeron un castillo en lo alto de la colina y organizaron un pequeño ejército para resistir la invasión. Este castillo y las de Rometta, Taormina, Miqus (Monte Scuderi) constituyen un formidable cuadrilátero, formando un sistema defensivo que hizo difícil la conquista del territorio por los sarracenos. De hecho, las crónicas de tiempo no nombran a Monforte, pero el gran arabista Michele Amari sostiene que el sitio donde hoy se pueden ver los restos del castillo de Monforte correspondió a Demona, uno de los castillos que más participó heroicamente en la defensa del cristianismo, durante el ataque de los árabes y uno de los últimos en ser tomado. La invasión musulmana de Sicilia comenzó en 827 y se completó en 965, con la caída de Rometta. 

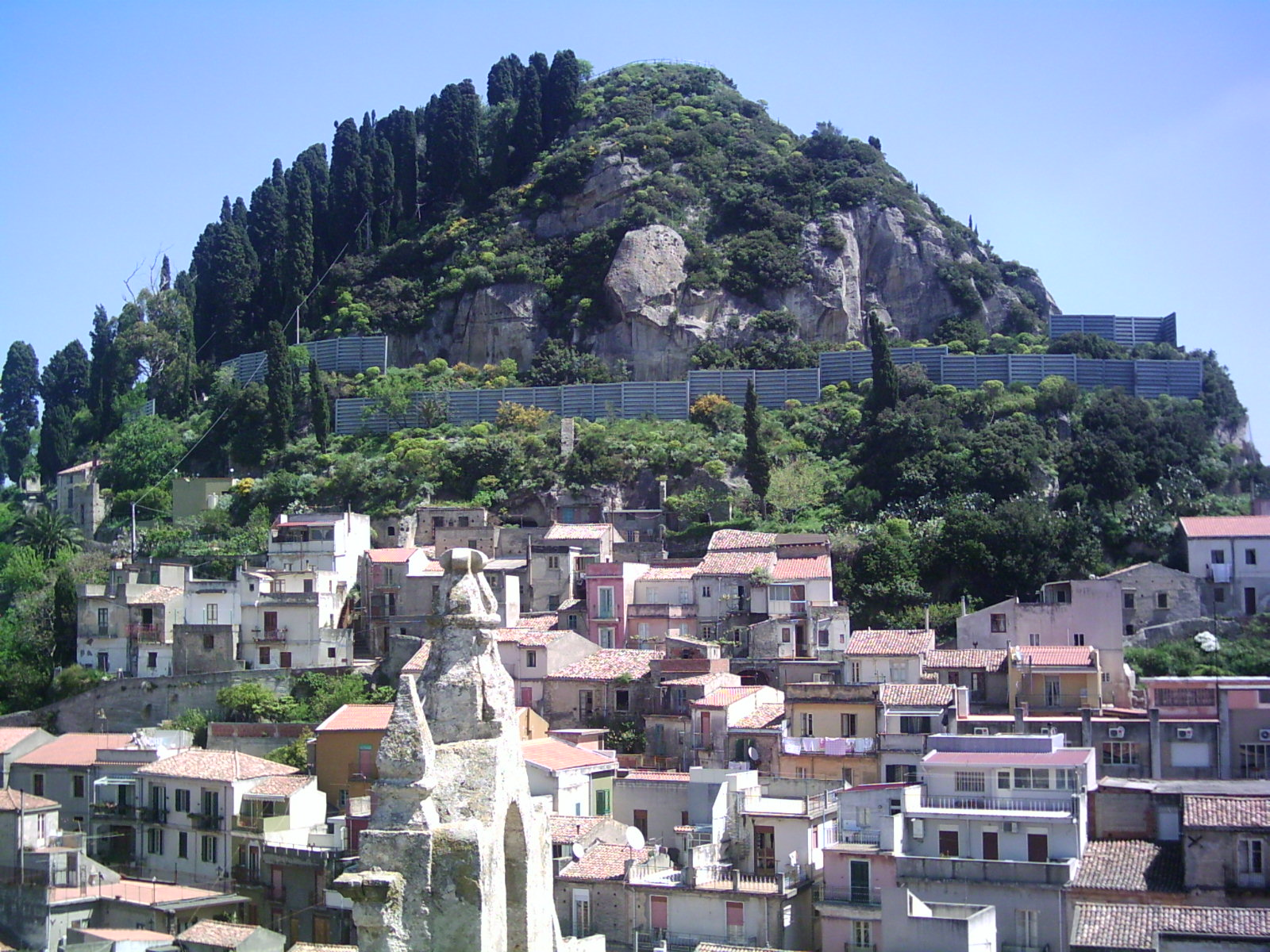
Panorama de la ciudad.

En 1061 una expedición dirigida por Norman Roger conde de Altavilla y el hermano mayor Roberto comenzó la conquista de Sicilia. Después de Mesina y Rometta, Monforte y Tripi. Los guerreros normandos, según la tradición, fueron triunfalmente recibidos por la población y especialmente por los monjes d la Orden de San Basilio. De las comunidades monásticas anteriormente alojadas en las cuevas de la colina surgieron dos monasterios: el de S. Nicola y la de S. Anna, fundados por el Rey Roger, el hijo del Gran Conde. 
El nombre de Montisfortis aparece por primera vez en un documento que lleva la fecha 1104. El castillo de Monforte era importante, especialmente en el período de Suabia y el tiempo Angevino. El emperador Federico II incluyó los castillos en el sistema defensivo de la isla y fueron controlados directamente por él, por su importante papel. En él se refugiaría más tarde Carlos I de Anjou escapando de la sublevación popular. 
Monforte San Jorge, con su castillo, fue posesión real de la Sicilia que fue asignado con carácter provisional a diferentes personalidades. A partir de 1357 entró en posesión de la familia aragonesa Alagón, como baronía. En 1393 el rey Martín I el Humano, arrebató el feudo de Barón de Monforte a Blasco de Alagón, acusado de traición por haber participado en acciones de guerrilla contra él. En este tiempo de dominio real se agregó la ciudad de Mesina. Posteriormente Martín, asignó como feudo Monforte a la familia catalano-aragonesa Cruilles, que posteriormente (1405) fue vendida a Nicolás Castagna, que fueron los barones de Monforte, descendientes de Castagna. Luego, a partir de 1596 pasó de nuevo a la familia catalana Moncada (o Montcada) (los últimos señores de la población), desde 1628.

## Evolución demográfica
| Gráfica de evolución demográfica de Monforte de San Jorge entre 1861 y 2001 |
|                                                                             |
| Fuente ISTAT - Elaboración gráfica por parte de Wikipedia                   |

## Vías de comunicación
A Monforte San Giorgio se llega por la autopista A20 Mesina-Palermo, salida de Rometta, en el cruce Torregrotta. Desde Palermo, Milazzo salida, después de 9 km en el SS 113 dirección Mesina, se llega a Monforte Marina. En tren es más fácil: estación de Roccavaldina-Escala Torregrotta para rutas regionales, Milazzo para los demás. Los aeropuertos más cercanos son a Catania y de Reggio Calabria.

## Enlaces
- Ayuntamiento de Monforte di San Giorgio Sitio Oficial (en italiano)
- Monfortesi it Sitio de la Comunidad de Monforte di San Giorgio (en italiano)